# Taça Brasília de Tênis
Il Taça Brasília de Tênis è un torneo professionistico di tennis giocato su campi in terra rossa. Fa parte dell'ITF Women's Circuit. Si gioca annualmente a Brasilia in Brasile.

## Albo d'oro

### Singolare
| Anno | Campione         | Finalista          | Punteggio |
| ---- | ---------------- | ------------------ | --------- |
| 2012 | Timea Bacsinszky | Ioana Raluca Olaru | 7–5, 6–2  |

### Doppio
| Anno | Campioni                        | Finalisti                    | Punteggio        |
| ---- | ------------------------------- | ---------------------------- | ---------------- |
| 2012 | Elena Bogdan Ioana Raluca Olaru | Timea Bacsinszky Julia Cohen | 6–3, 3–6, [10–8] |